# 布鲁斯·斯特拉利
布鲁斯·斯特拉利（英語：Bruce Straley，1978年—）是美国电子总监、美术师与设计师，就职于电子游戏公司顽皮狗，知名作品为《最后生还者》和《神秘海域4：盗贼末路》。斯特拉利刚进入电子游戏业时就职于西部技术公司，他在该公司以美术师身份参与了两部作品。此后他在多家公司担任设计师，期间他为水晶动力设计了《超级杰克龙》和《超级杰克龙3》。
斯特拉利在1999年进入顽皮狗，并起先负责《古惑狼赛车》的杰克与达斯特系列的美术工作。之后他担任了《秘境探險：黃金城秘寶》的共同艺术总监，并被点为《秘境探險2：盜亦有道》游戏总监。此后他以游戏总监身份，领衔开发了《最后生还者》，接下来他又监督了《神秘海域4：盗贼末路》。斯特拉利的作品获得称赞，其中《最后生还者》得到高度评价，获得一系列奖项与提名。

## 职业生涯
斯特拉利早先就职于西部技术，在艺术设计部门制作过两款游戏：1992年的Menacer光枪6合1游戏和1993年《X-Men》。接着他先后为Pacific Softscape和Zono Incorporated设计了《Generations Lost》（1994）与《Mr. Bones》（1996）。他后就职于水晶动力，并和后来的神秘海域系列创意总监艾米·汉尼恩、后顽皮狗联合总裁伊万·威尔斯，及多名后顽皮狗雇员有过合作。斯特拉利在水晶动力期间设计了《超级杰克龙》（1998），并为《超级杰克龙3》（1999）绘制了附加原画。斯特拉利在1999年3月《超级杰克龙3》发行后进入了顽皮狗。
斯特拉利起初在顽皮狗担任美术工作，参与了1999年游戏《古惑狼赛车》的制作。斯特拉利虽然以纹理美术师身份受雇，但限于团队规模，设计、背景建模、前景动画等各项工作由他们共同完成。在工作室规模逐渐扩大后，任务也开始专门化。斯特拉利在《杰克与达斯特：先驱者的遗产》（2001）、《杰克II》（2003）和《杰克3》（2004）中负责美术工作。斯特拉利还创造了杰克与达斯特系列画面处理技术，并以技术与艺术特色知识、为两部门架起沟通桥梁。斯特拉利在《神秘海域：德雷克的宝藏》（2007）中，和参与团队PlayStation 2到PlayStation 3技术改进的鲍勃·拉菲，共同担任艺术总监。斯特拉利在2011年发行的《神秘海域2：纵横四海》中担任游戏总监。

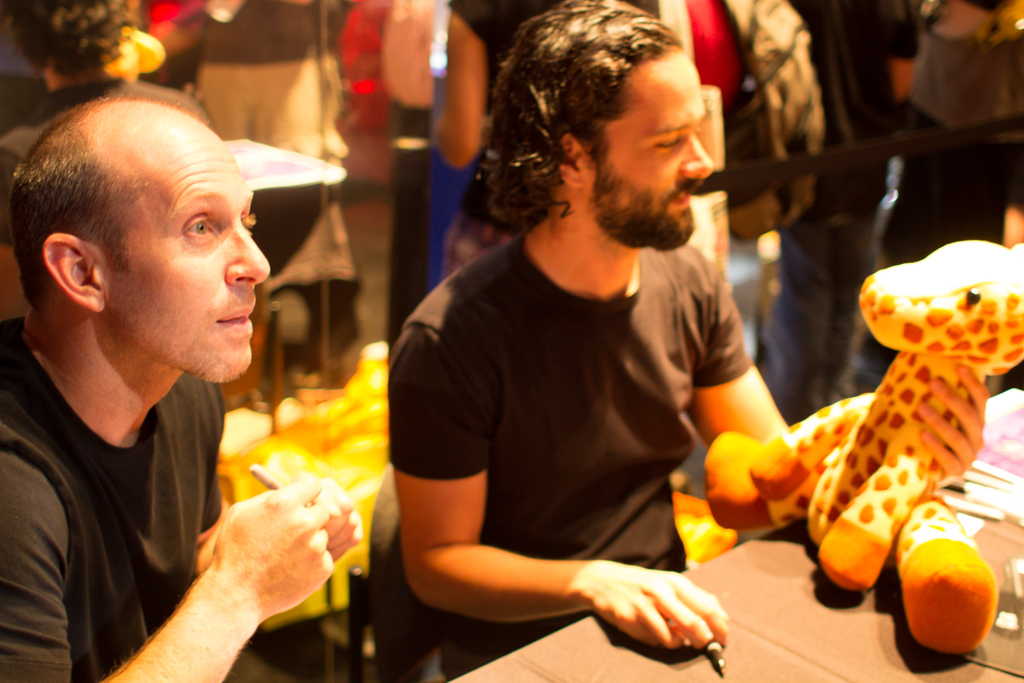
斯特拉利（左）和创意总监尼尔·德鲁克曼，摄于PAX Prime 2014。二人在《最后生还者》和《神秘海域4：盗贼末路》的开发中合作紧密，并戏言友谊如同“结婚”。

继《神秘海域2》开发后，顽皮狗将团队分成两支，同时开发项目。一支团队制作《神秘海域3：德雷克的诡计》，斯特拉利和尼尔·德鲁克曼则应伊万·威尔斯和克里斯托夫·巴莱斯特拉要求，带领另一支团队开发新游戏；斯特拉利能获任担当总监领导项目，应归于他的经验与既往项目成果。他们原打算开发杰克与达斯特新作，但团队认为他们“现时不为系列爱好者服务”，而决定制作一款新游戏，题为《最后生还者》。
斯特拉利和德鲁克曼曾在《神秘海域2》中合作过，发现彼此兴趣相投。二人在《最后生还者》开发中常调侃彼此关系“好似结婚”——他们许多想法相异，但最终愿望是实现同个目标。斯特拉利负责《最后生还者》的游戏系统，但在最后几周中，有部门忙于其他任务时，他会自己承担职分。比如斯特拉利亲手整理游戏培训屏幕上的文稿；首席美术师纳特·威尔斯对此感到意外，称“我从没听过游戏总监干这活！那像是个…实习任务”。斯特拉利在电子游戏展2012的索尼新闻发布会上展示了游戏演示，而他台上的站姿在网络上爆红，被称作“这个布鲁斯”（The Burce）。游戏于2013年6月14日发行并获媒体好评。《每日电讯报》因斯特拉利和德鲁克曼的创作，将二人提名最佳导演；该奖最终由《史丹利的寓言》（2013）的导演戴维·弗雷登取得。斯特拉利此后继续担任下载资料片《最后生还者：遗落》的总监。
亨尼格在2014年3月离开顽皮狗后，消息宣布斯特拉利和德鲁克曼将分别担任《神秘海域4：盗贼末路》的游戏总监与创意总监。起初报道称汉尼恩是遭斯特拉利和德鲁克曼“逼走”，但随后联合总裁伊万和克里斯托弗否认了该说法。斯特拉利在2014年12月的PlayStation Experience，以及2015年6月的电子游戏展上，展出了《神秘海域4》的游戏演示。

## 作品

### 电子游戏
| 年份 | 游戏标题                   | 职务         |
| ---- | -------------------------- | ------------ |
| 1992 | Menacer 6合1卡带           | 美术         |
| 1993 | X-Men                      | 美术、设计   |
| 1994 | Generations Lost           | 设计         |
| 1996 | Mr. Bones                  | 附加动画     |
| 1998 | 超级杰克龙                 | 设计         |
| 1999 | 超级杰克龙3                | 附加美术     |
| 1999 | 古惑狼赛车                 | 美术         |
| 2001 | 杰克与达斯特：先驱者的遗产 | 美术         |
| 2003 | 杰克II                     | 美术         |
| 2004 | 杰克3                      | 美术         |
| 2007 | 秘境探險：黃金城秘寶       | 共同艺术总监 |
| 2009 | 秘境探險2：盜亦有道        | 游戏总监     |
| 2013 | 最後生還者                 | 游戏总监     |
| 2014 | 最后生还者：遗落           | 游戏总监     |
| 2016 | 神秘海域4：盗贼末路        | 游戏总监     |

### 文字作品
| 年份 | 作品             | 职务       | 备注                |
| ---- | ---------------- | ---------- | ------------------- |
| 2013 | 最后生还者的艺术 | 作者（序） | 与尼尔·德鲁克曼共作 |

### 影视作品
| 年份 | 作品                            | 备注            |
| ---- | ------------------------------- | --------------- |
| 2013 | Grounded: Making The Last of Us | 纪录片          |
| 2015 | 与创作者的对话                  | 网页连载；第2章 |